# Mike Royer
Michael W. Royer (Lebanon, 28 giugno 1941) è un fumettista statunitense.
Ha svolto principalmente la professione di inchiostratore, lavorando con autori quali Russ Manning e Jack Kirby. Nel 1978 si è aggiudicato l'Inkpot Award.

## Biografia
Nato a Lebanon in Oregon, si è trasferito nel sud della California all'inizio del 1965 per intraprendere una carriera nell'arte dei fumetti. Il suo primo lavoro confermato risale tuttavia all'anno precedente, nel marzo 1964, come inchiostratore di Tony Strobl sulla storia di due pagine "Pluto Helps Babysitting" (Walt Disney's Comics e Stories n° 282 per la Gold Key Comics).
È diventato assistente di Russ Manning in Magnus, Robot Fighter a partire dal n° 12 (gennaio 1966) e Tarzan, a partire dal n° 158 (giugno 1966).
L'anno successivo ha anche lavorato con gli artisti Warren Tufts e Alberto Giolitti al fumetto Korak, Son of Tarzan. Ha anche lavorato, non accreditato, scrivendo e disegnando i fumetti della Gold Key Comics Speed Buggy e Butch Cassidy and the Sundance Kids.
Negli anni Settanta lavora con Jack Kirby dopo che quest'ultimo aveva lasciato la Marvel Comics per trasferirsi alla DC Comics. Royer firma con Kirby le cover di Forever People n° 2 e 5 (maggio e novembre 1971), The New Gods n° 5.
Si ricordano in particolare i lavori sulla serie di The Demon (16 numeri, 1972-1974) e Kamandi (23 numeri, 1972-1976).
Segue Kirby quando questi ritorna alla Marvel, realizzando le chine per i 10 numeri di 2001: A Space Odyssey, l'adattamento a fumetti del film di Stanley Kubrick che faceva parte degli accordi sul ritorno di Kirby alla casa editrice.
A partire dal 1979, Royer ha lavorato per 14 anni alla Walt Disney Company, occupandosi del design di libri, fumetti, parchi a tema e merchandising per la sua divisione Consumer Product/Licensing.